# Жирмунська Галина Михайлівна
Галина Михайлівна Жирмунська (нар. 20 травня 1926, Москва, СРСР — пом. 12 листопада 2010, Рочестер (Нью-Йорк), США) — радянська архітекторка, авторка проєктів житлових і громадських будівель у Москві та інших містах СРСР, лауреатка Державної премії РРФСР за 1979 рік.

## Біографія
Галина Михайлівна Жирмунська народилася 1926 року в Москві, в єврейській родині. Батько — економікогеограф, доктор географічних наук Михайло Матвійович Жирмунський (1895—1974), мати — викладачка англійської мови. У 1944 році Галина вступила до Московського архітектурного інституту (МАРХІ) і закінчила його у 1950 році. Її вчителями були: Михайло Парусніков, Геннадій Мовчан, Степан Сатунц.
Працювала в Моспроєкті в майстерні Володимира Гельфрейха. Основні авторські роботи виконала як головний архітектор проєктів у 1960-ті та 1970-ті роки в майстерні Євгена Стамо. В тому числі багатоповерхові індивідуальні житлові будинки зведені в Москві на Університетському проспекті, Воробйовському шосе та вулиці Пир'єва. Побудована за її проєктом будівля Вищої школи профспілкового руху було визнано дуже вдалим і двічі повторено в різних варіантах в будівлях Вищої комсомольської школи і Академії народного господарства у Москві.
Найбільш успішної її спорудою стала будівля Будинку ветеранів кіно в Москві. Вона стала зразковим прикладом соціальної архітектури і в подальшому вплинула на проєктування об'єктів подібного призначення . Пізніше Жирмунська вела проєктну роботу в Гіпрогорі та комбінаті монументально-декоративного мистецтва. З 1993 року мешкала у США, у місті Рочестер (штат Нью-Йорк). Дружина архітектора Фелікса Новікова.
У статті «Пам'яті Г. М. Жирмунської» в газеті «Моспроєктовець»сказано: «Характерні риси творчого портрету Галини Жирмунської представляють її як блискучого майстра, що володіє твердою, „чоловічою“ рукою, за масштабом професійного вкладу та рівня своїх проєктів стоїть нарівні з таким метром архітектури, як Євген Миколайович Стамо, під керівництвом якого вона працювала в найплідніший період свого життя в Моспроєкті».

## Нагороди
Державна премія Російської РФСР 1979 р. «За архітектуру Будинку ветеранів кіно в Москві». Постанова Ради Міністрів РРФСР № 622 від 19 груд 1979 Диплом № 644

## Обрані проєкти і споруди
- Інтер'єри бібліотеки імені Леніна в Москві. 1950—1953 рр. Спільно з Георгієм Щуко.
- Інтер'єри будівлі ЦК КП Туркменії. Ашхабад. 1951—1952 рр.
- Проєкт Будинку Уряду в Сухумі, Абхазія. 1953—1955 рр. Спільно з Ю. Щуко.
- Проєкт забудови площі Київського вокзалу в Москві. 1952—1955 рр. Спільно з Ю. Щуко.
- Проект забудови площі Перемоги в Москві. 1957—1958 рр. Спільно з Ю. Щуко.
- Проєкт 10-поверхових житлових будинків на Бережківській набережній в Москві. 1957—1958 рр. Спільно з Ю. Щуко.
- Участь у проєктуванні Палацу з'їздів у Кремлі, Москва. 1959—1960 рр. Автори Михайло Посохін, Ашот Мндоянц, Євген Стамо та ін.
- Будівля ВЦРПС на Ленінському проспекті в Москві. 1961—1963 рр. Спільно з Є. Стамо, В. Катковим, інженерами Ю. Маневичем і Л. Каган.
- Три 14-поверхових житлових будинки на Університетському проспекті у Москві. 1960—1964 рр. Спільно з Є. Стамо, інженером Ю. Маневичем.
- Три 16-поверхових житлових будинки на Воробйовському шосе в Москві. 1964—1966 рр. Спільно з інженером В. Пічугіним.
- Будинок Вищої школи профспілкового руху в Москві. 1965—1973. Спільно з Є. Стамо і інженером В. Пічугіним
- 14-поверховий житловий будинок «Мосфільму» на вул. Пир'єва в Москві. 1970—1974 рр. Спільно з інженером В. Пічугіним.
- Проєкт Палацу культури московського університету в Москві. 1976 р.
- Будівля Будинку ветеранів кіно в Москві. 1970—1977 рр. Спільно з інженерами В. Пічугіним і Т. Брусникіною.
- Будівля вищої комсомольської школи в Москві. 1974—1979 рр. Спільно з інженером В. Пічугіним.
- Будівля Академії народного господарства у Москві. 1976—1979 рр. Спільно з інженером В. Пічугіним.
- Проєкт двох 14-поверхових житлових будинків c прилеглими будівлями ресторану і бібліотеки у м. Старий Оскол. 1977—1980 рр.
- У 1980-ті роки спільно з художниками і скульпторами виконала ряд проєктів монументально-декоративного оформлення будинків, частина з яких була реалізована.

## Вибрані публікації
- «Для Великого Мосфільму». Багатотиражна газета «Моспроєктовець» 24 жовтня 1975 р.
- «Рекомендовано до повторного застосування». Багатотиражна газета «Моспроєктовець» — 17 червня 1977 р.

## Галерея

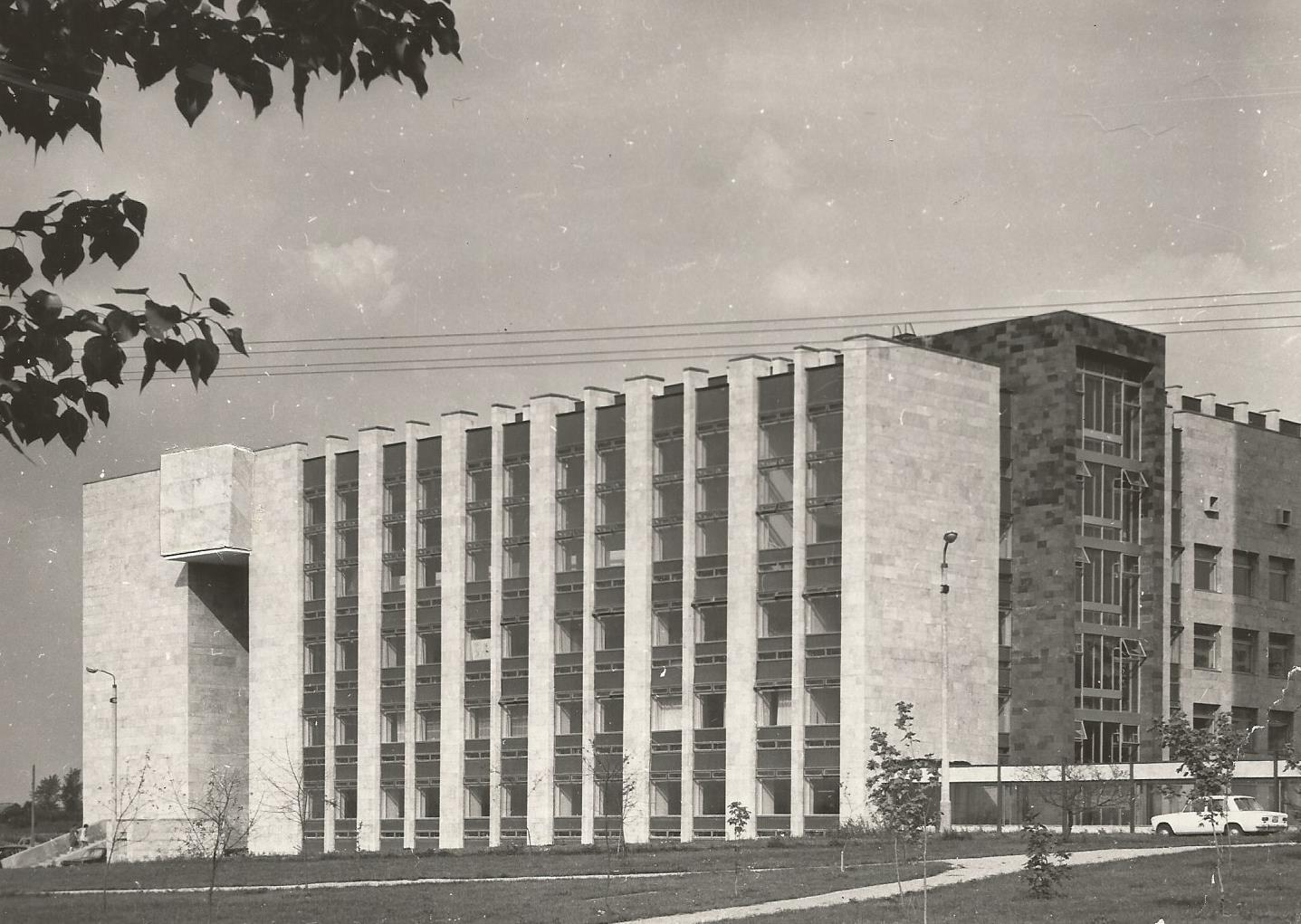
Вища школа профспілкового руху в Москві, 1965-1973
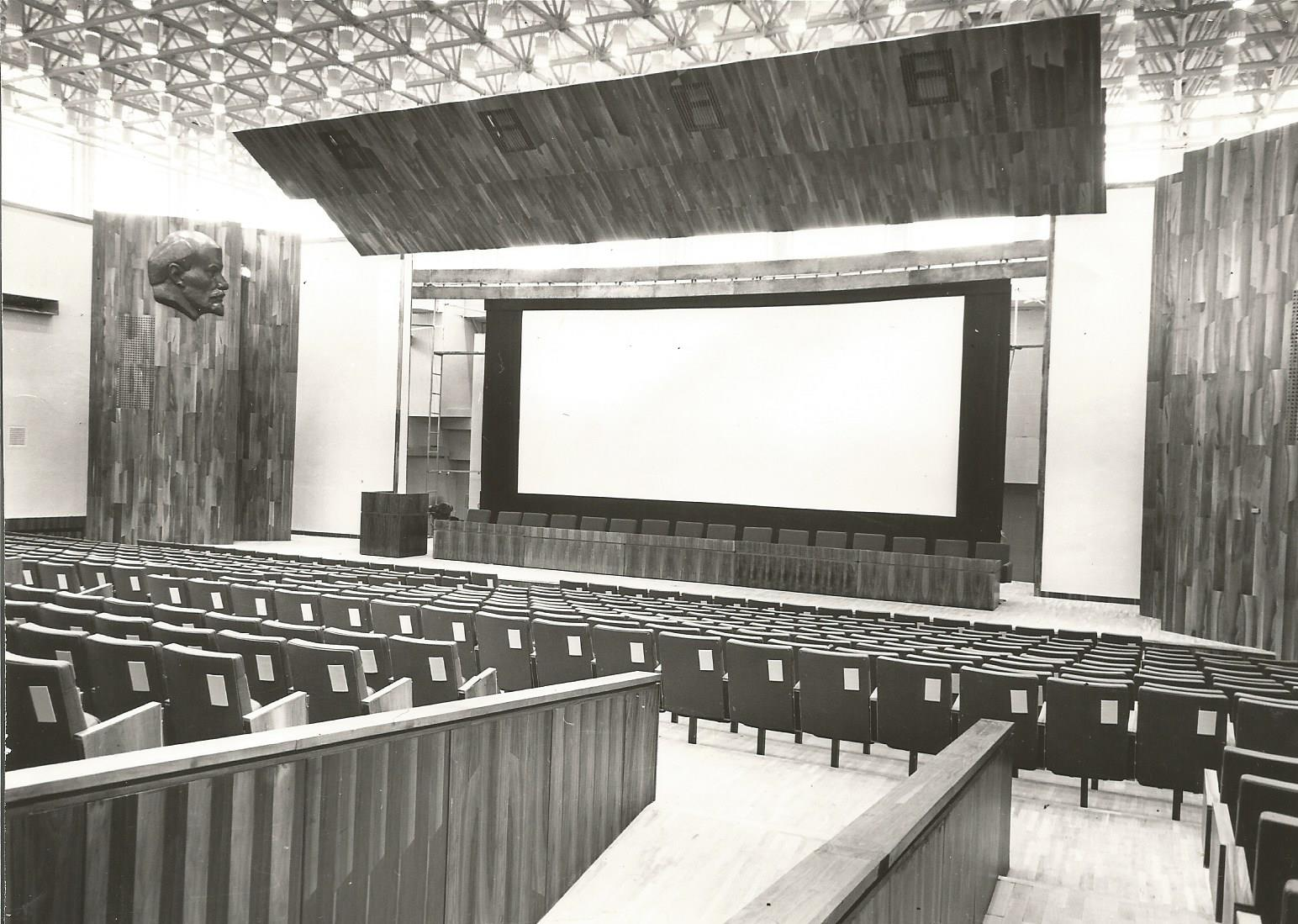
Вища школа профспілкового руху в Москві, конференцзал, 1965-1973
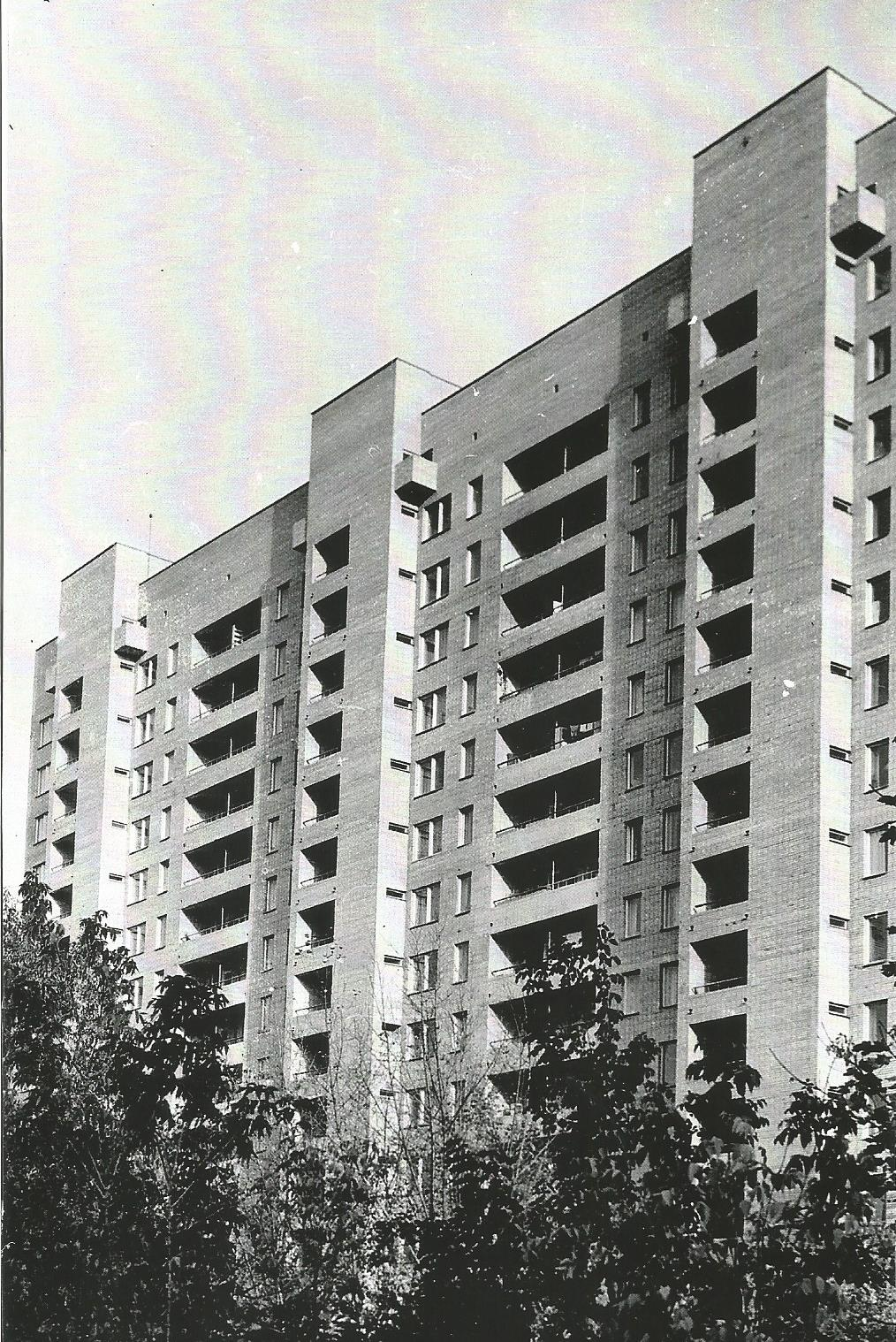
!4 поверхова житлова будівля в Москві, 1970 - 1974
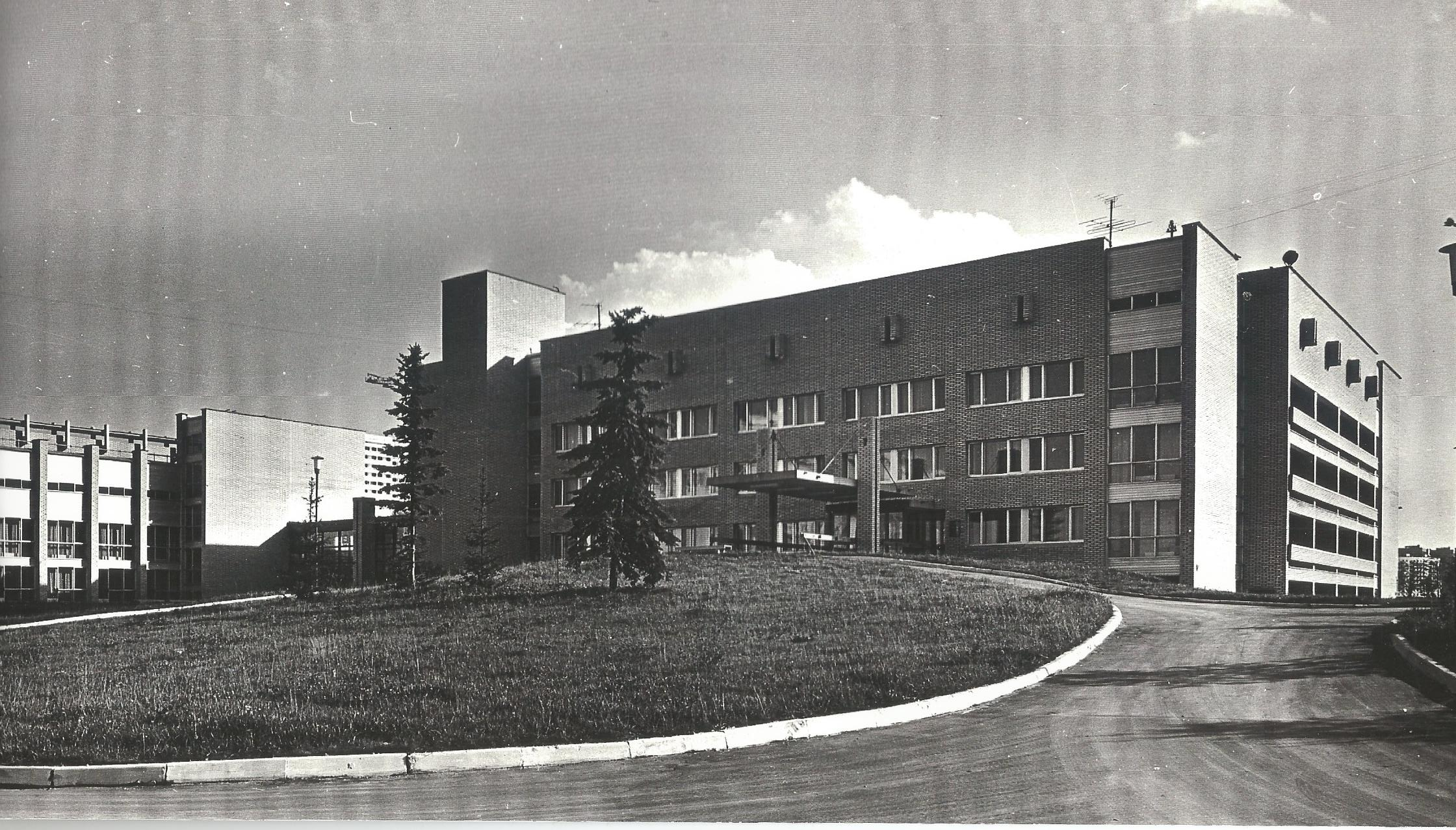
Будинок ветеранів кіно в Москві, 1970 - 1977
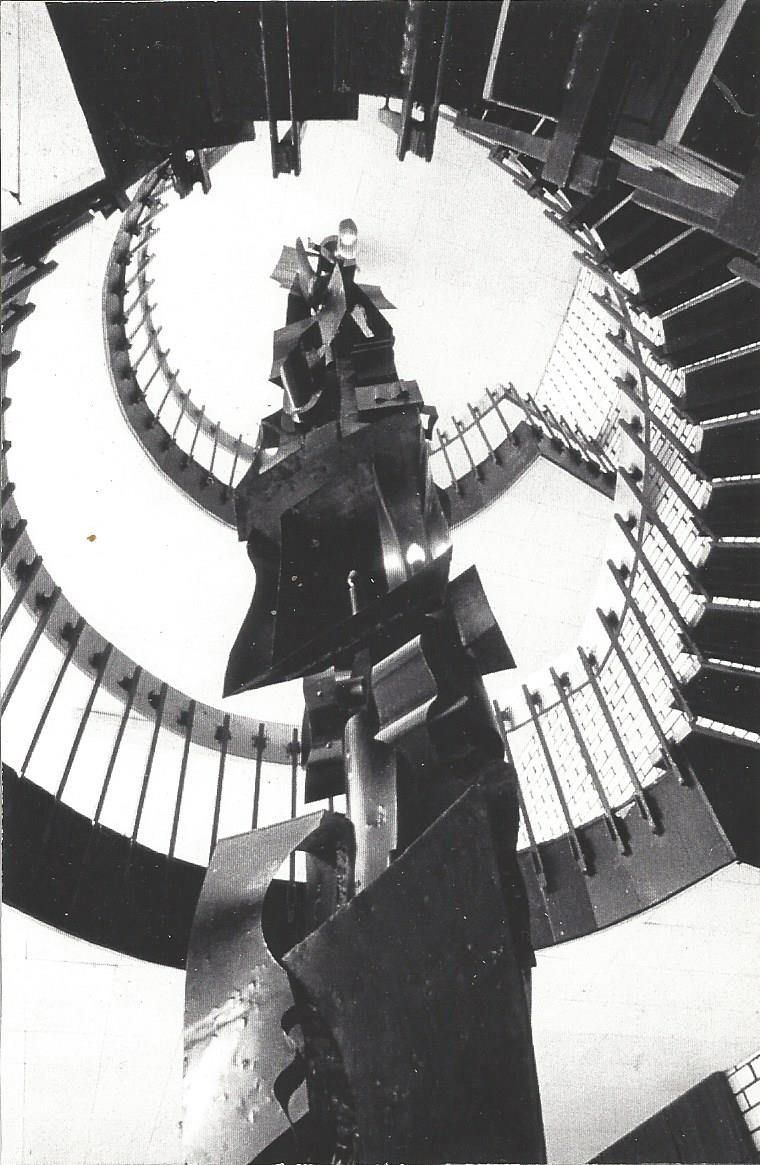
Будинок ветеранів кіно в Москві, сходи, 1970 - 1977